# Catocala longimaculata
Catocala longimaculata är en fjärilsart som beskrevs av Adolf G. Closs. Catocala longimaculata ingår i släktet Catocala och familjen nattflyn. Inga underarter finns listade i Catalogue of Life.